# Жулавский, Ежи
Ежи Жулавский  (пол. Jerzy Żuławski) (14 июля 1874 — 9 августа 1915) — польский писатель, поэт и драматург, один из основоположников польской научно-фантастической литературы.

## Биография
Ежи Жулавский родился в Польше в городке Липовец возле Жешува. В детстве жил в городе Лиманова, начал учиться в гимназии в городе Бохня, окончил учёбу в гимназии в Кракове.
В 1892 году поступил в технический университет Цюриха, а с 1895 года по 1898 год учился на кафедре философии в Берне. По окончании обучения ему была присвоена степень доктора философии. По возвращении в Польшу преподавал в школах Малопольского воеводства и Кракова.
C 1910 года много путешествовал, пока не поселился в Закопане. Там он стал добровольцем в спасательной службе Татр. С началом Первой мировой войны пошёл добровольцем на фронт. Был редактором журнала «К оружию». Скончался в госпитале в Дембице от брюшного тифа.
Дядя польского писателя Мирослава Жулавского и двоюродный дед режиссера Анджея Жулавского.

## Творчество
Первые декадентские поэтические произведения Ежи Жулавского были опубликованы в 1895 году. В настоящее время они практически позабыты, хотя в то время пользовались популярностью. Более всего он стал известен своей фантастической «Лунной трилогией» — «На серебряной планете» («Na Śrebrnym Głobie», 1901), «Победитель» («Zwycięzca», 1908), «Старая Земля» («Stara Ziemia», 1910), которая оказала влияние на развитие польской НФ-литературы. По мотивам трилогии режиссёром Анджеем Жулавским был снят фильм «На серебряной планете».

### Лунная трилогия
- На серебряной планете (1903) (экранизирована двоюродным внуком автора)
- Победитель (1910)
- Старая Земля (1911)

### Сборники
- Рассказы в прозе (1902)
- Сказка о счастливом человеке (1910)
- Искушение Сатаны (1910)

### Поэтические сборники
- На струнах души (1895)
- Интермеццо (1897)
- Стансы о песни (1897)
- Стихи (1900)
- Из невольнического дома (1902)

### Сборники эссе
- Пролегомена (1902)
- Литературные зарисовки (1913)
- Перед зеркалом истины (1914)
- Мёртвые города (1918)

### Драматургия
- Диктатор (1903)
- Миртовый венок (1903)
- Эрот и Психея (1904)
- Ijola (1905)
- Играю Сценический триптих (1906)
- Donna Aluica (1906)
- Ценой слёз (1909)
- Конец Мессии (1911)
- Город Солнца (1911)

### Научно-популярные
- Бенедикт Спиноза. Человек и труд

## Память
- В 2008 году была учреждена литературная премия имени Ежи Жулавского для поощрения польских авторов научной фантастики.